# شحيت ومحيت (مسلسل)
شحيت ومحيت مسلسل كوميدي درامي كويتي، من إخراج المخرج فاضل البلوشي ومن تأليف بدر محارب، ومن إنتاج تلفزيون الكويت سنة 1995.

## بطولة
- داود حسين (شحيت)
- علي جمعة (محيت)
- عبد الناصر درويش
- منى شداد
- شعبان عباس
- علي سلطان
- حسين نصير
- حسن البلام
- نواف الشمري
- أحمد الفرج